# Ute blåser sommarvind (film)
Ute blåser sommarvind är en norsk-svensk film från 1955 i regi av Åke Ohberg. I huvudrollerna ses Margit Carlqvist och Lars Nordrum.

## Om filmen
Filmen premiärvisades den 21 februari 1955 på biograf Skandia i Stockholm. Som förlaga till filmen har man den norske författaren Per Bangs roman Ute blåser sommervind från 1953

## Rollista i urval
- Margit Carlqvist – Liss Strömberg
- Lars Nordrum – Claus Are
- Edvin Adolphson – Tore Andersson, journalist
- Sigge Fürst – "Salta Biten", anläggningsarbetare
- Douglas Håge – stinsen i Kilsund
- Randi Kolstad – Eivor, förlovad med Claus
- Elof Ahrle – Sverre, en man på skärgårdsbåten
- Sigrun Otto – fru Are, Claus mor
- Rolf Christensen – Kristian Are, Claus far
- Eugen Skjønberg – Tønne, förmannen
- Fridtjof Mjøen – en svensk ingenjör
- Peter Lindgren – Hållman, anläggningsarbetare
- Lillebil Kjellén – fru Lindgren, en dam på tåget
- Kerstin Palo – Ingrid, Claus danspartner
- John Melin – Johansson, specerihandlare i Kalköping
- Kari Diesen – kvinna på balkongen i Kalköping
- Arvid Nilssen – Albert, hennes man

## Musik i filmen
- Sérénade mélancolique, konsert, violin, orkester, op. 26, kompositör Pjotr Tjajkovskij, instrumental.
- Tramp! Tramp! Tramp! (the Boys Are Coming), kompositör och text 1865 George Frederick Root, text 1913 Joe Hill, sång med den nya texten Då, då, då kom Stina med buteljen Sigge Fürst
- Holiday in Hollywood, kompositör Peter Dennis, instrumental.